# Jack Garofalo
Pour les articles homonymes, voir Garofalo.
Jack Garofalo (né le 11 juin 1924 à Paris et mort le 18 mai 2005 à Suresnes) est un photographe et un grand reporter français.

## Biographie
Photographe de Paris-Soir, il rejoint, à la demande de Jean Prouvost, Paris Match en 1953, et photographie Federico Fellini, Sophia Loren, Ernest Hemingway, Yul Brynner, Jacques Brel ou André Malraux,. En 1970, il produit un reportage sur les rues d'Harlem. Il a également couvert la guerre entre l'Inde et le Pakistan.
Il a une fille, Isabelle Circé Garofalo. Le 3 mai 2016, une de ses photos de Jacques Chirac à bord du Concorde, datant de 1987, est adjugée à 17.000 €.